# لياندرو ماركيتي
لياندرو ماركيتي (بالإسبانية: Leandro Marchetti)‏ هو مبارز بالسيف أرجنتيني، ولد في 20 ديسمبر 1974.

## وصلات خارجية
- لياندرو ماركيتي على موقع أوليمبيديا (الإنجليزية)